# Argentina en la Copa Mundial de Fútbol de 2018
La selección de Argentina fue uno de los 32 equipos participantes en la Copa Mundial de Fútbol de 2018, torneo que se llevó a cabo del 14 de junio al 15 de julio en Rusia.
Fue la decimoséptima participación de Argentina, que formó parte del Grupo D, junto a Croacia, Islandia y Nigeria.

## Clasificación

### Tabla de posiciones
| Pos. | Selección | Pts | PJ | PG | PE | PP | GF | GC | Dif. |
| ---- | --------- | --- | -- | -- | -- | -- | -- | -- | ---- |
| 1.   | Brasil    | 41  | 18 | 12 | 5  | 1  | 41 | 11 | 30   |
| 2.   | Uruguay   | 31  | 18 | 9  | 4  | 5  | 32 | 20 | 12   |
| 3.   | Argentina | 28  | 18 | 7  | 7  | 4  | 19 | 16 | 3    |
| 4.   | Colombia  | 27  | 18 | 7  | 6  | 5  | 21 | 19 | 2    |
| 5.   | Perú      | 26  | 18 | 7  | 5  | 6  | 27 | 26 | 1    |
| 6.   | Chile     | 26  | 18 | 8  | 2  | 8  | 26 | 27 | −1   |
| 7.   | Paraguay  | 24  | 18 | 7  | 3  | 8  | 19 | 25 | −6   |
| 8.   | Ecuador   | 20  | 18 | 6  | 2  | 10 | 26 | 29 | −3   |
| 9.   | Bolivia   | 14  | 18 | 4  | 2  | 12 | 16 | 38 | −22  |
| 10.  | Venezuela | 12  | 18 | 2  | 6  | 10 | 19 | 35 | −16  |

### Partidos
| Fecha                   | Lugar          | Jornada |           |                      | Resultado |                      |           |
| ----------------------- | -------------- | ------- | --------- | -------------------- | --------- | -------------------- | --------- |
| 8 de octubre de 2015    | Buenos Aires   | 1       | Argentina | Bandera de Argentina | 0:2 (0:0) | Bandera de Ecuador   | Ecuador   |
| 13 de octubre de 2015   | Asunción       | 2       | Paraguay  | Bandera de Paraguay  | 0:0       | Bandera de Argentina | Argentina |
| 13 de noviembre de 2015 | Buenos Aires   | 3       | Argentina | Bandera de Argentina | 1:1 (1:0) | Bandera de Brasil    | Brasil    |
| 17 de noviembre de 2015 | Barranquilla   | 4       | Colombia  | Bandera de Colombia  | 0:1 (0:1) | Bandera de Argentina | Argentina |
| 24 de marzo de 2016     | Santiago       | 5       | Chile     | Bandera de Chile     | 1:2 (1:2) | Bandera de Argentina | Argentina |
| 29 de marzo de 2016     | Córdoba        | 6       | Argentina | Bandera de Argentina | 2:0 (2:0) | Bandera de Bolivia   | Bolivia   |
| 1 de septiembre de 2016 | Mendoza        | 7       | Argentina | Bandera de Argentina | 1:0 (1:0) | Bandera de Uruguay   | Uruguay   |
| 6 de septiembre de 2016 | Mérida         | 8       | Venezuela | Bandera de Venezuela | 2:2 (1:0) | Bandera de Argentina | Argentina |
| 6 de octubre de 2016    | Lima           | 9       | Perú      | Bandera de Perú      | 2:2 (0:1) | Bandera de Argentina | Argentina |
| 11 de octubre de 2016   | Córdoba        | 10      | Argentina | Bandera de Argentina | 0:1 (0:1) | Bandera de Paraguay  | Paraguay  |
| 10 de noviembre de 2016 | Belo Horizonte | 11      | Brasil    | Bandera de Brasil    | 3:0 (2:0) | Bandera de Argentina | Argentina |
| 15 de noviembre de 2016 | San Juan       | 12      | Argentina | Bandera de Argentina | 3:0 (2:0) | Bandera de Colombia  | Colombia  |
| 23 de marzo de 2017     | Buenos Aires   | 13      | Argentina | Bandera de Argentina | 1:0 (1:0) | Bandera de Chile     | Chile     |
| 28 de marzo de 2017     | La Paz         | 14      | Bolivia   | Bandera de Bolivia   | 2:0 (1:0) | Bandera de Argentina | Argentina |
| 31 de agosto de 2017    | Montevideo     | 15      | Uruguay   | Bandera de Uruguay   | 0:0       | Bandera de Argentina | Argentina |
| 5 de septiembre de 2017 | Buenos Aires   | 16      | Argentina | Bandera de Argentina | 1:1 (0:0) | Bandera de Venezuela | Venezuela |
| 5 de octubre de 2017    | Buenos Aires   | 17      | Argentina | Bandera de Argentina | 0:0       | Bandera de Perú      | Perú      |
| 10 de octubre de 2017   | Quito          | 18      | Ecuador   | Bandera de Ecuador   | 1:3 (1:2) | Bandera de Argentina | Argentina |

### Goleadores

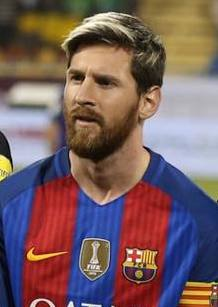
Con siete goles, Lionel Messi fue el máximo anotador de Argentina en la competencia.

El máximo goleador de la Selección Argentina durante las clasificatorias fue Lionel Messi con 7 tantos, mientras que otros 8 jugadores tuvieron anotaciones.
| #     | Jugador           | Anotado | PJ | Prom. | Jugada | Cabeza | Tiro libre | Penal |
| ----- | ----------------- | ------- | -- | ----- | ------ | ------ | ---------- | ----- |
| 1     | Lionel Messi      | 7       | 10 | 0.7   | 4      | 0      | 1          | 2     |
| 2     | Lucas Pratto      | 2       | 5  | 0.4   | 1      | 1      | 0          | 0     |
|       | Gabriel Mercado   | 2       | 9  | 0.22  | 2      | 0      | 0          | 0     |
|       | Ángel di María    | 2       | 18 | 0.11  | 2      | 0      | 0          | 0     |
| 3     | Ezequiel Lavezzi  | 1       | 5  | 0.2   | 1      | 0      | 0          | 0     |
|       | Gonzalo Higuaín   | 1       | 9  | 0.11  | 1      | 0      | 0          | 0     |
|       | Ramiro Funes Mori | 1       | 10 | 0.1   | 1      | 0      | 0          | 0     |
|       | Lucas Biglia      | 1       | 13 | 0.08  | 1      | 0      | 0          | 0     |
|       | Nicolás Otamendi  | 1       | 15 | 0.07  | 1      | 0      | 0          | 0     |
|       | En propia puerta  | 1       | 18 | 0.06  | 1      | 0      | 0          | 0     |
| Total | Total             | 19      | 18 | 1.06  | 15     | 1      | 1          | 2     |

## Preparación

### Partidos previos
| Fecha                   | Lugar        | Competición |           |                      | Resultado |                      |           |
| ----------------------- | ------------ | ----------- | --------- | -------------------- | --------- | -------------------- | --------- |
| 9 de junio de 2017      | Melbourne    | Amistoso    | Brasil    | Bandera de Brasil    | 0:1 (0:1) | Bandera de Argentina | Argentina |
| 13 de junio de 2017     | Singapur     | Amistoso    | Singapur  | Bandera de Singapur  | 0:6 (0:2) | Bandera de Argentina | Argentina |
| 11 de noviembre de 2017 | Moscú        | Amistoso    | Rusia     | Bandera de Rusia     | 0:1 (0:0) | Bandera de Argentina | Argentina |
| 14 de noviembre de 2017 | Krasnodar    | Amistoso    | Argentina | Bandera de Argentina | 2:4 (2:1) | Bandera de Nigeria   | Nigeria   |
| 23 de marzo de 2018     | Mánchester   | Amistoso    | Argentina | Bandera de Argentina | 2:0 (0:0) | Bandera de Italia    | Italia    |
| 27 de marzo de 2018     | Madrid       | Amistoso    | España    | Bandera de España    | 6:1 (2:1) | Bandera de Argentina | Argentina |
| 29 de mayo de 2018      | Buenos Aires | Amistoso    | Argentina | Bandera de Argentina | 4:0 (1:0) | Bandera de Haití     | Haití     |
| 8 de junio de 2018      | Jerusalén    | Amistoso    | Israel    | Bandera de Israel    |           | Bandera de Argentina | Argentina |

#### Argentina vs. Brasil
| 9 de junio de 2017 | Brasil | 0:1 (0:1) | Argentina   | Melbourne Cricket Ground, Melbourne                           |                                                               |
| 20:05 (UTC+10)     |        | Reporte   | Mercado 45' | Asistencia: 95 569 espectadores Árbitro(s): Christopher Beath | Asistencia: 95 569 espectadores Árbitro(s): Christopher Beath |

| Uniformes | Uniformes |
| --------- | --------- |
|           |           |

#### Singapur vs. Argentina
| 13 de junio de 2017 | Singapur | 0:6 (0:2) | Argentina                                                                      | Estadio Nacional, Singapur                                  |                                                             |
| 20:00 (UTC+8)       |          | Reporte   | Fazio 25' · Correa 31' · Gómez 60' · Paredes 74' · Alario 90' · Di María 90+3' | Asistencia: 28 000 espectadores Árbitro(s): Hiroyuki Kimura | Asistencia: 28 000 espectadores Árbitro(s): Hiroyuki Kimura |

| Uniformes | Uniformes |
| --------- | --------- |
|           |           |

#### Rusia vs. Argentina
| 11 de noviembre de 2017 | Rusia | 0:1 (0:0) | Argentina  | Estadio Olímpico Luzhnikí, Moscú                          |                                                           |
| 16:00 (UTC+3)           |       | Reporte   | Agüero 86' | Asistencia: 80 000 espectadores Árbitro(s): Damir Skomina | Asistencia: 80 000 espectadores Árbitro(s): Damir Skomina |

| Uniformes | Uniformes |
| --------- | --------- |
|           |           |

#### Argentina vs. Nigeria
| 14 de noviembre de 2017 | Argentina               | 2:4 (2:1) | Nigeria                                    | Estadio de Krasnodar, Krasnodar                                  |                                                                  |
| 19:30 (UTC+3)           | Banega 27' · Agüero 36' | Reporte   | Iheanacho 44' · Iwobi 52', 73' · Idowu 54' | Asistencia: 22 739 espectadores Árbitro(s): Vladislav Bezborodov | Asistencia: 22 739 espectadores Árbitro(s): Vladislav Bezborodov |

| Uniformes | Uniformes |
| --------- | --------- |
|           |           |

#### Argentina vs. Italia
| 23 de marzo de 2018 | Argentina                | 2:0 (0:0) | Italia | Etihad Stadium, Mánchester                                           |                                                                      |
| 19:45 (UTC+0)       | Banega 75' · Lanzini 85' | Reporte   |        | Asistencia: Sin datos sobre espectadores Árbitro(s): Martin Atkinson | Asistencia: Sin datos sobre espectadores Árbitro(s): Martin Atkinson |

| Uniformes | Uniformes |
| --------- | --------- |
|           |           |

#### España vs. Argentina
| 27 de marzo de 2018 | España                                                     | 6:1 (2:1) | Argentina    | Estadio Wanda Metropolitano, Madrid                        |                                                            |
| 21:30 (UTC+2)       | Costa 12' · Isco 27', 52', 74' · Alcántara 55' · Aspas 73' | Reporte   | Otamendi 39' | Asistencia: 65 541 espectadores Árbitro(s): Anthony Taylor | Asistencia: 65 541 espectadores Árbitro(s): Anthony Taylor |

| Uniformes | Uniformes |
| --------- | --------- |
|           |           |

#### Argentina vs. Haití
| 29 de mayo de 2018 | Argentina                               | 4:0 (1:0) | Haití | La Bombonera, Buenos Aires                                             |                                                                        |
| 20:00 (UTC+3)      | Messi 17' (pen.), 58', 66' · Agüero 69' | Reporte   |       | Asistencia: Sin datos sobre espectadores Árbitro(s): Arnaldo Samaniego | Asistencia: Sin datos sobre espectadores Árbitro(s): Arnaldo Samaniego |

| Uniformes | Uniformes |
| --------- | --------- |
|           |           |

#### Israel vs. Argentina
| 9 de junio de 2018 | Israel | vs. | Argentina | Estadio Teddy, Jerusalén |                         |
| 20:30 (UTC+2)      |        |     |           | Árbitro(s): Sin definir  | Árbitro(s): Sin definir |

| Uniformes | Uniformes |
| --------- | --------- |
|           |           |

## Uniforme

### Oficial
| Opción 1 | Opción 2 | Opción 3 | Opción 4 |

### Alternativo
| Opción 1 | Opción 2 | Opción 3 | Opción 4 |

### Portero
| Opción 1 | Opción 2 | Opción 3 |

### Entrenamiento
|  |

### Cuerpo técnico
|  |

## Plantel
La lista definitiva fue anunciada el 21 de mayo. Posteriormente se modificó tras las bajas por lesión de Sergio Romero y Manuel Lanzini antes del inicio del campeonato.

### Lista final
Datos correspondientes al día de inicio del torneo
| N.º |                                         | Nombre             | Posición       | Edad    | PJ  | G  | Equipo              |
| --- | --------------------------------------- | ------------------ | -------------- | ------- | --- | -- | ------------------- |
| 1   | Bandera de la Provincia de Santa Fe     | Nahuel Guzmán      | Guardameta     | 32 años | 6   | 0  | Tigres              |
| 12  | Bandera de la Provincia de Santa Fe     | Franco Armani      | Guardameta     | 31 años | 1   | 0  | River Plate         |
| 23  | Bandera de la Provincia de Entre Ríos   | Wilfredo Caballero | Guardameta     | 36 años | 5   | 0  | Chelsea             |
| 2   | Bandera de la Provincia del Chubut      | Gabriel Mercado    | Defensa        | 31 años | 22  | 3  | Sevilla             |
| 3   | Bandera de la Provincia de Buenos Aires | Nicolás Tagliafico | Defensa        | 25 años | 7   | 0  | Ajax                |
| 4   | Bandera de la Provincia de Santa Fe     | Cristian Ansaldi   | Defensa        | 31 años | 5   | 1  | Torino              |
| 6   | Bandera de la Provincia de Buenos Aires | Federico Fazio     | Defensa        | 31 años | 9   | 1  | Roma                |
| 8   | Bandera de la Provincia del Neuquén     | Marcos Acuña       | Defensa        | 26 años | 11  | 0  | Sporting de Lisboa  |
| 16  | Bandera de la Provincia de Buenos Aires | Marcos Rojo        | Defensa        | 28 años | 58  | 3  | Manchester United   |
| 17  | Bandera de la Ciudad de Buenos Aires    | Nicolás Otamendi   | Defensa        | 30 años | 57  | 4  | Manchester City     |
| 5   | Bandera de la Provincia de Buenos Aires | Lucas Biglia       | Centrocampista | 32 años | 58  | 1  | Milan               |
| 7   | Bandera de la Provincia de Santa Fe     | Éver Banega        | Centrocampista | 29 años | 64  | 6  | Sevilla             |
| 14  | Bandera de la Provincia de Santa Fe     | Javier Mascherano  | Centrocampista | 34 años | 146 | 3  | Hebei Fortune       |
| 15  | Bandera de la Provincia de Mendoza      | Enzo Pérez         | Centrocampista | 32 años | 25  | 1  | River Plate         |
| 18  | Bandera de la Provincia de Buenos Aires | Eduardo Salvio     | Centrocampista | 28 años | 11  | 0  | Benfica             |
| 20  | Bandera de la Provincia de Santa Fe     | Giovani Lo Celso   | Centrocampista | 22 años | 5   | 0  | Paris Saint-Germain |
| 22  | Bandera de la Provincia de Córdoba      | Cristian Pavón     | Centrocampista | 22 años | 8   | 0  | Boca Juniors        |
| 9   | Bandera de Francia                      | Gonzalo Higuaín    | Delantero      | 30 años | 75  | 31 | Juventus            |
| 10  | Bandera de la Provincia de Santa Fe     | Lionel Messi       | Delantero      | 30 años | 127 | 65 | Barcelona           |
| 11  | Bandera de la Provincia de Santa Fe     | Ángel Di María     | Delantero      | 30 años | 96  | 19 | Paris Saint-Germain |
| 13  | Bandera de la Provincia de Corrientes   | Maximiliano Meza   | Delantero      | 26 años | 5   | 0  | Independiente       |
| 19  | Bandera de la Ciudad de Buenos Aires    | Sergio Agüero      | Delantero      | 30 años | 88  | 38 | Manchester City     |
| 21  | Bandera de la Provincia de Córdoba      | Paulo Dybala       | Delantero      | 24 años | 13  | 0  | Juventus            |
|     | Bandera de la Provincia de Santa Fe     | Jorge Sampaoli     | Entrenador     | 58 años |     |    |                     |

#### Jugadores por liga
| Liga                | Jugadores aportados |
| ------------------- | ------------------- |
| Serie A             | 5                   |
| Premier League      | 4                   |
| Superliga Argentina | 4                   |
| La Liga             | 3                   |
| Ligue 1             | 2                   |
| Primeira Liga       | 2                   |
| Superliga de China  | 1                   |
| Eredivisie          | 1                   |
| Liga MX             | 1                   |

#### Jugadores por provincia
| Provincia       | Jugadores aportados |
| --------------- | ------------------- |
| Santa Fe        | 8                   |
| Buenos Aires    | 5                   |
| Capital Federal | 2                   |
| Córdoba         | 2                   |
| Chubut          | 1                   |
| Corrientes      | 1                   |
| Entre Ríos      | 1                   |
| Mendoza         | 1                   |
| Neuquén         | 1                   |
| Extranjero      | 1                   |

### Cuerpo técnico
| · Cuerpo técnico        | · Cuerpo técnico                                                                             |
| ----------------------- | -------------------------------------------------------------------------------------------- |
| Entrenador:             | Jorge Sampaoli                                                                               |
| Asistentes:             | Lionel Scaloni Nicolás Diez Sebastián Beccacece                                              |
| Preparadores físicos:   | Jorge Desio Marcos Fernández Martín Bressan                                                  |
| Entrenador de porteros: | Martín Tocalli                                                                               |
| Médicos:                | Alejandro Rolón Daniel Martínez Donato Villani Matías Muglia                                 |
| Videoanalistas:         | Francisco Meneghini Mariano Nievas Matías Manna                                              |
| Kinesiólogos:           | Gonzalo Guzmán Luis García Marcelo D'Andrea Pablo Capuchetti Pablo Varela Walter Insaurralde |

### Sparrings
| N.º |                                         | Nombre             | Posición       | Edad    | PJ | G | Equipo                  |
| --- | --------------------------------------- | ------------------ | -------------- | ------- | -- | - | ----------------------- |
|     | Bandera de la Provincia de Buenos Aires | Lautaro Morales    | Guardameta     | 18 años | 0  | 0 | Lanús                   |
|     | Bandera de la Provincia de Santa Fe     | Manuel Roffo       | Guardameta     | 18 años | 0  | 0 | Boca Juniors            |
|     | Bandera de la Provincia de Buenos Aires | Elías Pereyra      | Defensa        | 19 años | 0  | 0 | San Lorenzo             |
|     | Bandera de la Provincia de Buenos Aires | Facundo Medina     | Defensa        | 19 años | 0  | 0 | Talleres de Córdoba     |
|     | Bandera de la Provincia de San Juan     | Francisco Álvarez  | Defensa        | 18 años | 0  | 0 | San Martín de San Juan  |
|     | Bandera de la Provincia de Santa Fe     | Francisco Ortega   | Defensa        | 19 años | 0  | 0 | Vélez Sarsfield         |
|     | Bandera de la Provincia de Buenos Aires | Franco Camargo     | Defensa        | 17 años | 0  | 0 | River Plate             |
|     | Bandera de la Provincia de San Luis     | Leonardo Balerdi   | Defensa        | 19 años | 0  | 0 | Boca Juniors            |
|     | Bandera de la Provincia de Buenos Aires | Nehuén Pérez       | Defensa        | 17 años | 0  | 0 | Argentinos Juniors      |
|     | Bandera de la Provincia de Buenos Aires | Aarón Molinas      | Centrocampista | 17 años | 0  | 0 | Boca Juniors            |
|     | Bandera de la Provincia de Corrientes   | Agustín Obando     | Centrocampista | 18 años | 0  | 0 | Boca Juniors            |
|     | Bandera de la Provincia de Buenos Aires | Andrés Ayala       | Centrocampista | 18 años | 0  | 0 | Estudiantes de La Plata |
|     | Bandera de la Provincia de Catamarca    | Aníbal Moreno      | Centrocampista | 19 años | 0  | 0 | Newell's Old Boys       |
|     | Bandera de la Provincia de Tucumán      | Braian Galván      | Centrocampista | 17 años | 0  | 0 | Colón                   |
|     | Bandera de la Provincia de Buenos Aires | Nazareno Colombo   | Centrocampista | 19 años | 0  | 0 | Estudiantes de La Plata |
|     | Bandera de la Provincia de Buenos Aires | Alexis Cuello      | Delantero      | 18 años | 0  | 0 | Racing Club             |
|     | Bandera de la Provincia de Misiones     | Cristian Ojeda     | Delantero      | 19 años | 0  | 0 | Talleres de Córdoba     |
|     | Bandera de la Provincia del Chaco       | Gastón Verón       | Delantero      | 17 años | 0  | 0 | Argentinos Juniors      |
|     | Bandera de la Provincia de Córdoba      | Julián Álvarez     | Delantero      | 18 años | 0  | 0 | River Plate             |
|     | Bandera de la Provincia de Formosa      | Maximiliano Lovera | Delantero      | 19 años | 0  | 0 | Rosario Central         |
|     | Bandera de la Provincia de Buenos Aires | Thiago Almada      | Delantero      | 17 años | 0  | 0 | Vélez Sarsfield         |
|     | Bandera de la Provincia de Entre Ríos   | Tomás Chancalay    | Delantero      | 19 años | 0  | 0 | Colón                   |

## Participación
- Los horarios son correspondientes a la hora local Kaliningrado (UTC+2), Samara (UTC+4), Ekaterimburgo (UTC+5) y resto de sedes (UTC+3)

### Partidos
| Fecha       | Lugar           | Instancia        |           |                      | Resultado |                      |           |
| ----------- | --------------- | ---------------- | --------- | -------------------- | --------- | -------------------- | --------- |
| 16 de junio | Moscú           | Fase de grupos   | Argentina | Bandera de Argentina | 1:1 (1:1) | Bandera de Islandia  | Islandia  |
| 21 de junio | Nizhni Nóvgorod | Fase de grupos   | Argentina | Bandera de Argentina | 0:3 (0:0) | Bandera de Croacia   | Croacia   |
| 26 de junio | San Petersburgo | Fase de grupos   | Nigeria   | Bandera de Nigeria   | 1:2 (0:1) | Bandera de Argentina | Argentina |
| 30 de junio | Kazán           | Octavos de final | Francia   | Bandera de Francia   | 4:3 (1:1) | Bandera de Argentina | Argentina |

### Fase de grupos - Grupo D

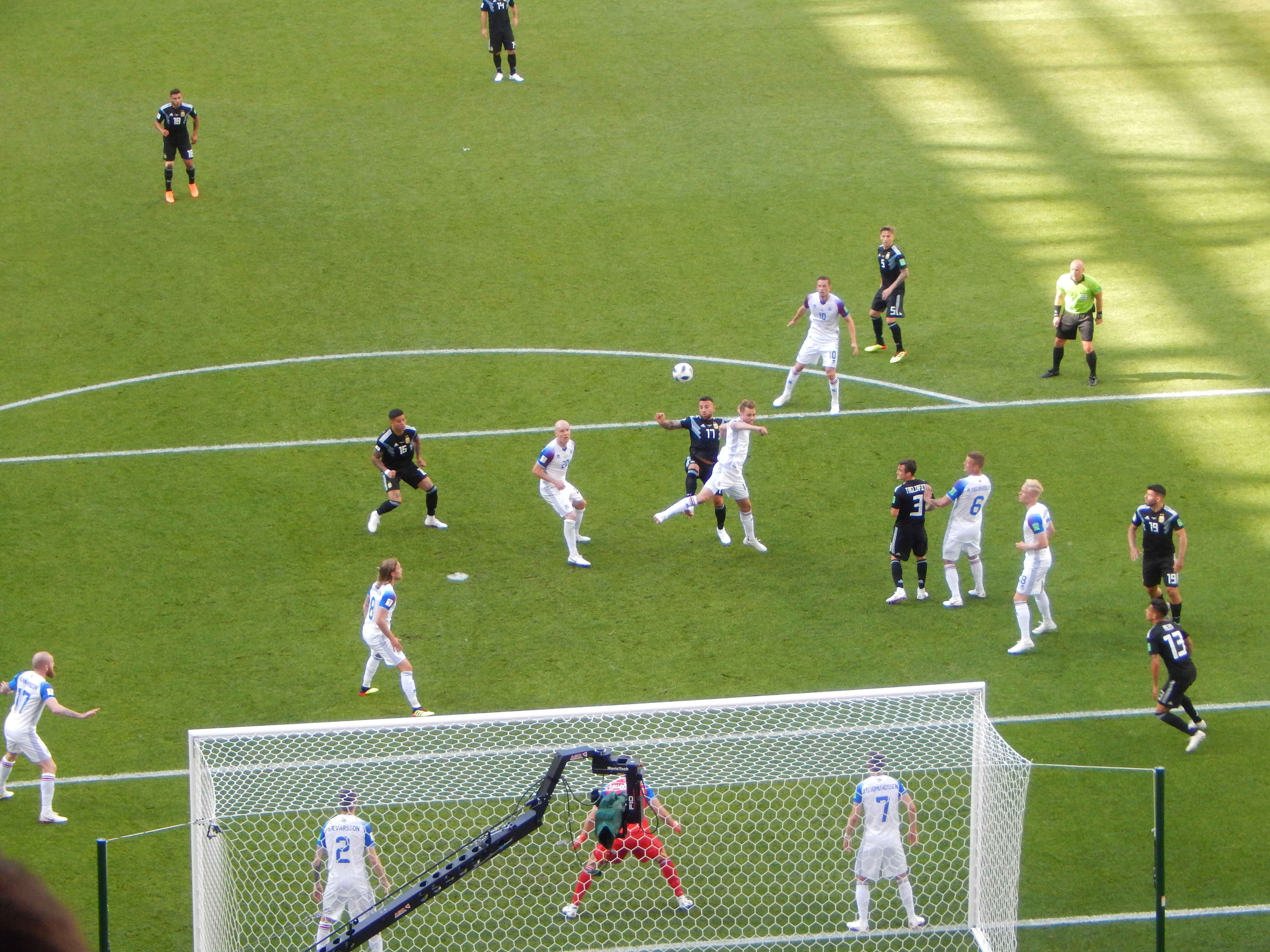
Acción en el área de Islandia durante el partido con Argentina.

Argentina llegaba a la copa envuelta en dudas dada la pobre eliminatoria que había realizado. De hecho clasificó recién en el último partido ante Ecuador, luego de empatar partidos claves como contra Venezuela.
El director técnico Jorge Sampaoli, en los entrenamientos previos a la Copa, proponía soluciones extrañas, tales como jugar con solo 2 defensores o imponer un sistema de juego 3-4-3 que no convencía a los jugadores, ya que según aseguraban los referentes, "no había tiempo suficiente para practicar defender con solo 3 hombres". A esto se agregaban las patentes desavenencias entre los miembros del cuerpo técnico argentino, las cuales eran conocidas por el plantel dadas las discusiones públicas de sus miembros en las prácticas. 
Los jugadores no estaban contentos con los continuos cambios de esquemas y de nombres en los entrenamientos y no entendían la conducta errática del entrenador, por lo que al acercarse la Copa del Mundo, el equipo se hallaba confundido y Sampaoli enfrentado con los demás miembros de su cuerpo técnico.
| Selección | Pts | PJ | PG | PE | PP | GF | GC | Dif |
| --------- | --- | -- | -- | -- | -- | -- | -- | --- |
| Croacia   | 9   | 3  | 3  | 0  | 0  | 7  | 1  | 6   |
| Argentina | 4   | 3  | 1  | 1  | 1  | 3  | 5  | −2  |
| Nigeria   | 3   | 3  | 1  | 0  | 2  | 3  | 4  | −1  |
| Islandia  | 1   | 3  | 0  | 1  | 2  | 2  | 5  | −3  |

|  | Clasificados a los octavos de final. |

#### Argentina vs. Islandia
| 16 de junio, 16:00 | Argentina  | 1:1 (1:1) | Islandia        | Otkrytie Arena, Moscú                                                         |                                                                               |
|                    | Agüero 19' | Reporte   | Finnbogason 23' | Asistencia: 44 190 espectadores Árbitro(s): Szymon Marciniak VAR: Mark Geiger | Asistencia: 44 190 espectadores Árbitro(s): Szymon Marciniak VAR: Mark Geiger |

| 23         | Guardameta     | Wilfredo Caballero |     |
| 18         | Defensa        | Eduardo Salvio     |     |
| 17         | Defensa        | Nicolás Otamendi   |     |
| 16         | Defensa        | Marcos Rojo        |     |
| 3          | Defensa        | Nicolás Tagliafico |     |
| 14         | Centrocampista | Javier Mascherano  |     |
| 5          | Centrocampista | Lucas Biglia       | 54' |
| 13         | Centrocampista | Maximiliano Meza   | 84' |
| 10         | Centrocampista | Lionel Messi       |     |
| 11         | Centrocampista | Ángel Di María     | 75' |
| 19         | Delantero      | Sergio Agüero      |     |
| Entrenador | Entrenador     | Jorge Sampaoli     |     |

| 1          | Guardameta     | Hannes Þór Halldórsson    |     |
| 2          | Defensa        | Birkir Már Sævarsson      |     |
| 6          | Defensa        | Ragnar Sigurðsson         |     |
| 14         | Defensa        | Kári Árnason              |     |
| 18         | Defensa        | Hörður Björgvin Magnússon |     |
| 7          | Centrocampista | Jóhann Berg Guðmundsson   | 63' |
| 8          | Centrocampista | Birkir Bjarnason          |     |
| 17         | Centrocampista | Aron Gunnarsson           | 76' |
| 20         | Centrocampista | Emil Hallfreðsson         |     |
| 10         | Delantero      | Gylfi Sigurðsson          |     |
| 11         | Delantero      | Alfreð Finnbogason        | 89' |
| Entrenador | Entrenador     | Heimir Hallgrímsson       |     |

| 7  | Centrocampista | Éver Banega     | 54' |
| 22 | Delantero      | Cristian Pavón  | 75' |
| 9  | Delantero      | Gonzalo Higuaín | 84' |

| 19 | Centrocampista | Rúrik Gíslason     | 63' |
| 23 | Defensa        | Ari Freyr Skúlason | 76' |
| 9  | Delantero      | Björn Sigurðarson  | 89' |

| Anotado | 19' | Sergio Agüero | 1:0 |

| Anotado | 23' | Alfreð Finnbogason | 1:1 |

| Árbitro             | Szymon Marciniak   |
| Árbitros asistentes | Paweł Sokolnicki   |
| Árbitros asistentes | Tomasz Listkiewicz |
| Cuarto árbitro      | Wilmar Roldán      |
| Quinto árbitro      | Alexander Guzmán   |
| VAR                 | Mark Geiger        |
| Adicionales VAR     | Paweł Gil          |
| Adicionales VAR     | Joe Fletcher       |
| Adicionales VAR     | Gery Vargas        |

| 23         | Guardameta     | Wilfredo Caballero |     |
| 18         | Defensa        | Eduardo Salvio     |     |
| 17         | Defensa        | Nicolás Otamendi   |     |
| 16         | Defensa        | Marcos Rojo        |     |
| 3          | Defensa        | Nicolás Tagliafico |     |
| 14         | Centrocampista | Javier Mascherano  |     |
| 5          | Centrocampista | Lucas Biglia       | 54' |
| 13         | Centrocampista | Maximiliano Meza   | 84' |
| 10         | Centrocampista | Lionel Messi       |     |
| 11         | Centrocampista | Ángel Di María     | 75' |
| 19         | Delantero      | Sergio Agüero      |     |
| Entrenador | Entrenador     | Jorge Sampaoli     |     |

| 1          | Guardameta     | Hannes Þór Halldórsson    |     |
| 2          | Defensa        | Birkir Már Sævarsson      |     |
| 6          | Defensa        | Ragnar Sigurðsson         |     |
| 14         | Defensa        | Kári Árnason              |     |
| 18         | Defensa        | Hörður Björgvin Magnússon |     |
| 7          | Centrocampista | Jóhann Berg Guðmundsson   | 63' |
| 8          | Centrocampista | Birkir Bjarnason          |     |
| 17         | Centrocampista | Aron Gunnarsson           | 76' |
| 20         | Centrocampista | Emil Hallfreðsson         |     |
| 10         | Delantero      | Gylfi Sigurðsson          |     |
| 11         | Delantero      | Alfreð Finnbogason        | 89' |
| Entrenador | Entrenador     | Heimir Hallgrímsson       |     |

| 7  | Centrocampista | Éver Banega     | 54' |
| 22 | Delantero      | Cristian Pavón  | 75' |
| 9  | Delantero      | Gonzalo Higuaín | 84' |

| 19 | Centrocampista | Rúrik Gíslason     | 63' |
| 23 | Defensa        | Ari Freyr Skúlason | 76' |
| 9  | Delantero      | Björn Sigurðarson  | 89' |

| Anotado | 19' | Sergio Agüero | 1:0 |

| Anotado | 23' | Alfreð Finnbogason | 1:1 |

| Árbitro             | Szymon Marciniak   |
| Árbitros asistentes | Paweł Sokolnicki   |
| Árbitros asistentes | Tomasz Listkiewicz |
| Cuarto árbitro      | Wilmar Roldán      |
| Quinto árbitro      | Alexander Guzmán   |
| VAR                 | Mark Geiger        |
| Adicionales VAR     | Paweł Gil          |
| Adicionales VAR     | Joe Fletcher       |
| Adicionales VAR     | Gery Vargas        |

| Estadísticas      | Bandera de Argentina | Bandera de Islandia |
| Tiros             | 27                   | 8                   |
| Tiros a puerta    | 7                    | 2                   |
| Faltas            | 10                   | 15                  |
| Saques de esquina | 10                   | 2                   |
| Penaltis          | 1 (0)                | 0                   |
| Fueras de juego   | 0                    | 0                   |
| Posesión de balón | 78%                  | 22%                 |

#### Argentina vs. Croacia
| 21 de junio, 21:00 | Argentina | 0:3 (0:0) | Croacia                                | Estadio de Nizhni Nóvgorod, Nizhni Nóvgorod                                   |                                                                               |
|                    |           | Reporte   | Rebić 53' · Modrić 80' · Rakitić 90+1' | Asistencia: 43 319 espectadores Árbitro(s): Ravshan Irmatov VAR: Felix Zwayer | Asistencia: 43 319 espectadores Árbitro(s): Ravshan Irmatov VAR: Felix Zwayer |

| 23         | Guardameta     | Wilfredo Caballero |     |
| 2          | Defensa        | Gabriel Mercado    |     |
| 17         | Defensa        | Nicolás Otamendi   |     |
| 3          | Defensa        | Nicolás Tagliafico |     |
| 18         | Centrocampista | Eduardo Salvio     | 56' |
| 14         | Centrocampista | Javier Mascherano  |     |
| 15         | Centrocampista | Enzo Pérez         | 68' |
| 8          | Centrocampista | Marcos Acuña       |     |
| 10         | Delantero      | Lionel Messi       |     |
| 19         | Delantero      | Sergio Agüero      | 54' |
| 13         | Delantero      | Maximiliano Meza   |     |
| Entrenador | Entrenador     | Jorge Sampaoli     |     |

| 23         | Guardameta     | Danijel Subašić  |       |
| 2          | Defensa        | Šime Vrsaljko    |       |
| 3          | Defensa        | Ivan Strinić     |       |
| 6          | Defensa        | Dejan Lovren     |       |
| 21         | Defensa        | Domagoj Vida     |       |
| 4          | Centrocampista | Ivan Perišić     | 82'   |
| 7          | Centrocampista | Ivan Rakitić     |       |
| 10         | Centrocampista | Luka Modrić      |       |
| 11         | Centrocampista | Marcelo Brozović |       |
| 18         | Centrocampista | Ante Rebić       | 57'   |
| 17         | Delantero      | Mario Mandžukić  | 90+3' |
| Entrenador | Entrenador     | Zlatko Dalić     |       |

| 9  | Delantero | Gonzalo Higuaín | 54' |
| 22 | Delantero | Cristian Pavón  | 56' |
| 21 | Delantero | Paulo Dybala    | 68' |

| 9 | Delantero      | Andrej Kramarić | 57'   |
| 8 | Centrocampista | Mateo Kovačić   | 82'   |
| 5 | Defensa        | Vedran Ćorluka  | 90+3' |

| Anotado | 53'   | Ante Rebić   | 0:1 |
| Anotado | 80'   | Luka Modrić  | 0:2 |
| Anotado | 90+1' | Ivan Rakitić | 0:3 |

| Amonestado | 51' | Gabriel Mercado  |
| Amonestado | 85' | Nicolás Otamendi |
| Amonestado | 87' | Marcos Acuña     |

| Amonestado | 39'   | Ante Rebić       |
| Amonestado | 58'   | Mario Mandžukić  |
| Amonestado | 67'   | Šime Vrsaljko    |
| Amonestado | 90+4' | Marcelo Brozović |

| Árbitro             | Ravshan Irmatov        |
| Árbitros asistentes | Abdukhamidullo Rasulov |
| Árbitros asistentes | Jakhongir Saidov       |
| Cuarto árbitro      | Norbert Hauata         |
| Quinto árbitro      | Bertrand Brial         |
| VAR                 | Felix Zwayer           |
| Adicionales VAR     | Bastian Dankert        |
| Adicionales VAR     | Corey Rockwell         |
| Adicionales VAR     | Danny Makkelie         |

| 23         | Guardameta     | Wilfredo Caballero |     |
| 2          | Defensa        | Gabriel Mercado    |     |
| 17         | Defensa        | Nicolás Otamendi   |     |
| 3          | Defensa        | Nicolás Tagliafico |     |
| 18         | Centrocampista | Eduardo Salvio     | 56' |
| 14         | Centrocampista | Javier Mascherano  |     |
| 15         | Centrocampista | Enzo Pérez         | 68' |
| 8          | Centrocampista | Marcos Acuña       |     |
| 10         | Delantero      | Lionel Messi       |     |
| 19         | Delantero      | Sergio Agüero      | 54' |
| 13         | Delantero      | Maximiliano Meza   |     |
| Entrenador | Entrenador     | Jorge Sampaoli     |     |

| 23         | Guardameta     | Danijel Subašić  |       |
| 2          | Defensa        | Šime Vrsaljko    |       |
| 3          | Defensa        | Ivan Strinić     |       |
| 6          | Defensa        | Dejan Lovren     |       |
| 21         | Defensa        | Domagoj Vida     |       |
| 4          | Centrocampista | Ivan Perišić     | 82'   |
| 7          | Centrocampista | Ivan Rakitić     |       |
| 10         | Centrocampista | Luka Modrić      |       |
| 11         | Centrocampista | Marcelo Brozović |       |
| 18         | Centrocampista | Ante Rebić       | 57'   |
| 17         | Delantero      | Mario Mandžukić  | 90+3' |
| Entrenador | Entrenador     | Zlatko Dalić     |       |

| 9  | Delantero | Gonzalo Higuaín | 54' |
| 22 | Delantero | Cristian Pavón  | 56' |
| 21 | Delantero | Paulo Dybala    | 68' |

| 9 | Delantero      | Andrej Kramarić | 57'   |
| 8 | Centrocampista | Mateo Kovačić   | 82'   |
| 5 | Defensa        | Vedran Ćorluka  | 90+3' |

| Anotado | 53'   | Ante Rebić   | 0:1 |
| Anotado | 80'   | Luka Modrić  | 0:2 |
| Anotado | 90+1' | Ivan Rakitić | 0:3 |

| Amonestado | 51' | Gabriel Mercado  |
| Amonestado | 85' | Nicolás Otamendi |
| Amonestado | 87' | Marcos Acuña     |

| Amonestado | 39'   | Ante Rebić       |
| Amonestado | 58'   | Mario Mandžukić  |
| Amonestado | 67'   | Šime Vrsaljko    |
| Amonestado | 90+4' | Marcelo Brozović |

| Árbitro             | Ravshan Irmatov        |
| Árbitros asistentes | Abdukhamidullo Rasulov |
| Árbitros asistentes | Jakhongir Saidov       |
| Cuarto árbitro      | Norbert Hauata         |
| Quinto árbitro      | Bertrand Brial         |
| VAR                 | Felix Zwayer           |
| Adicionales VAR     | Bastian Dankert        |
| Adicionales VAR     | Corey Rockwell         |
| Adicionales VAR     | Danny Makkelie         |

| Estadísticas      | Bandera de Argentina | Bandera de Croacia |
| Tiros             | 10                   | 14                 |
| Tiros a puerta    | 3                    | 5                  |
| Faltas            | 16                   | 22                 |
| Saques de esquina | 5                    | 2                  |
| Penaltis          | 0                    | 0                  |
| Fueras de juego   | 3                    | 3                  |
| Posesión de balón | 58%                  | 42%                |

#### Nigeria vs. Argentina
| 26 de junio, 21:00 | Nigeria          | 1:2 (0:1) | Argentina            | Estadio Krestovski, San Petersburgo                                          |                                                                              |
|                    | Moses 51' (pen.) | Reporte   | Messi 14' · Rojo 86' | Asistencia: 64 468 espectadores Árbitro(s): Cüneyt Çakır VAR: Daniele Orsato | Asistencia: 64 468 espectadores Árbitro(s): Cüneyt Çakır VAR: Daniele Orsato |

| 23         | Guardameta     | Francis Uzoho        |       |
| 5          | Defensa        | William Troost-Ekong |       |
| 6          | Defensa        | Leon Balogun         |       |
| 22         | Defensa        | Kenneth Omeruo       | 90'   |
| 2          | Centrocampista | Brian Idowu          |       |
| 4          | Centrocampista | Wilfred Ndidi        |       |
| 8          | Centrocampista | Oghenekaro Etebo     |       |
| 10         | Centrocampista | John Obi Mikel       |       |
| 11         | Centrocampista | Victor Moses         |       |
| 7          | Delantero      | Ahmed Musa           | 90+2' |
| 14         | Delantero      | Kelechi Iheanacho    | 46'   |
| Entrenador | Entrenador     | Gernot Rohr          |       |

| 12         | Guardameta     | Franco Armani      |     |
| 2          | Defensa        | Gabriel Mercado    |     |
| 17         | Defensa        | Nicolás Otamendi   |     |
| 16         | Defensa        | Marcos Rojo        |     |
| 3          | Defensa        | Nicolás Tagliafico | 80' |
| 15         | Centrocampista | Enzo Pérez         | 61' |
| 7          | Centrocampista | Éver Banega        |     |
| 14         | Centrocampista | Javier Mascherano  |     |
| 11         | Centrocampista | Ángel Di María     | 72' |
| 9          | Delantero      | Gonzalo Higuaín    |     |
| 10         | Delantero      | Lionel Messi       |     |
| Entrenador | Entrenador     | Jorge Sampaoli     |     |

| 9  | Delantero | Odion Ighalo   | 46'   |
| 18 | Delantero | Alex Iwobi     | 90'   |
| 13 | Delantero | Simeon Nwankwo | 90+2' |

| 22 | Centrocampista | Cristian Pavón   | 61' |
| 13 | Centrocampista | Maximiliano Meza | 72' |
| 19 | Delantero      | Sergio Agüero    | 80' |

| Anotado · Penal | 51' | Victor Moses | 1:1 |

| Anotado | 14' | Lionel Messi | 0:1 |
| Anotado | 86' | Marcos Rojo  | 1:2 |

| Amonestado | 32'   | Leon Balogun   |
| Amonestado | 90+1' | John Obi Mikel |

| Amonestado | 49'   | Javier Mascherano |
| Amonestado | 64'   | Éver Banega       |
| Amonestado | 90+4' | Lionel Messi      |

| Árbitro             | Cüneyt Çakır        |
| Árbitros asistentes | Bahattin Duran      |
| Árbitros asistentes | Tarık Ongun         |
| Cuarto árbitro      | Björn Kuipers       |
| Quinto árbitro      | Sander van Roekel   |
| VAR                 | Daniele Orsato      |
| Adicionales VAR     | Paweł Gil           |
| Adicionales VAR     | Paweł Sokolnicki    |
| Adicionales VAR     | Massimiliano Irrati |

| 23         | Guardameta     | Francis Uzoho        |       |
| 5          | Defensa        | William Troost-Ekong |       |
| 6          | Defensa        | Leon Balogun         |       |
| 22         | Defensa        | Kenneth Omeruo       | 90'   |
| 2          | Centrocampista | Brian Idowu          |       |
| 4          | Centrocampista | Wilfred Ndidi        |       |
| 8          | Centrocampista | Oghenekaro Etebo     |       |
| 10         | Centrocampista | John Obi Mikel       |       |
| 11         | Centrocampista | Victor Moses         |       |
| 7          | Delantero      | Ahmed Musa           | 90+2' |
| 14         | Delantero      | Kelechi Iheanacho    | 46'   |
| Entrenador | Entrenador     | Gernot Rohr          |       |

| 12         | Guardameta     | Franco Armani      |     |
| 2          | Defensa        | Gabriel Mercado    |     |
| 17         | Defensa        | Nicolás Otamendi   |     |
| 16         | Defensa        | Marcos Rojo        |     |
| 3          | Defensa        | Nicolás Tagliafico | 80' |
| 15         | Centrocampista | Enzo Pérez         | 61' |
| 7          | Centrocampista | Éver Banega        |     |
| 14         | Centrocampista | Javier Mascherano  |     |
| 11         | Centrocampista | Ángel Di María     | 72' |
| 9          | Delantero      | Gonzalo Higuaín    |     |
| 10         | Delantero      | Lionel Messi       |     |
| Entrenador | Entrenador     | Jorge Sampaoli     |     |

| 9  | Delantero | Odion Ighalo   | 46'   |
| 18 | Delantero | Alex Iwobi     | 90'   |
| 13 | Delantero | Simeon Nwankwo | 90+2' |

| 22 | Centrocampista | Cristian Pavón   | 61' |
| 13 | Centrocampista | Maximiliano Meza | 72' |
| 19 | Delantero      | Sergio Agüero    | 80' |

| Anotado · Penal | 51' | Victor Moses | 1:1 |

| Anotado | 14' | Lionel Messi | 0:1 |
| Anotado | 86' | Marcos Rojo  | 1:2 |

| Amonestado | 32'   | Leon Balogun   |
| Amonestado | 90+1' | John Obi Mikel |

| Amonestado | 49'   | Javier Mascherano |
| Amonestado | 64'   | Éver Banega       |
| Amonestado | 90+4' | Lionel Messi      |

| Árbitro             | Cüneyt Çakır        |
| Árbitros asistentes | Bahattin Duran      |
| Árbitros asistentes | Tarık Ongun         |
| Cuarto árbitro      | Björn Kuipers       |
| Quinto árbitro      | Sander van Roekel   |
| VAR                 | Daniele Orsato      |
| Adicionales VAR     | Paweł Gil           |
| Adicionales VAR     | Paweł Sokolnicki    |
| Adicionales VAR     | Massimiliano Irrati |

| Estadísticas      | Bandera de Nigeria | Bandera de Argentina |
| Tiros             | 9                  | 8                    |
| Tiros a puerta    | 3                  | 4                    |
| Faltas            | 20                 | 15                   |
| Saques de esquina | 3                  | 5                    |
| Penaltis          | 1 (1)              | 0                    |
| Fueras de juego   | 0                  | 2                    |
| Posesión de balón | 33%                | 67%                  |

### Octavos de final

#### Francia vs. Argentina
| 30 de junio, 17:00 | Francia                                             | 4:3 (1:1) | Argentina                                 | Kazán Arena, Kazán                                                                   |                                                                                      |
|                    | Griezmann 13' (pen.) · Pavard 57' · Mbappé 64', 68' | Reporte   | Di María 41' · Mercado 48' · Agüero 90+3' | Asistencia: 42 873 espectadores Árbitro(s): Alireza Faghani VAR: Massimiliano Irrati | Asistencia: 42 873 espectadores Árbitro(s): Alireza Faghani VAR: Massimiliano Irrati |

| 1          | Guardameta     | Hugo Lloris       |     |
| 2          | Defensa        | Benjamin Pavard   |     |
| 4          | Defensa        | Raphaël Varane    |     |
| 5          | Defensa        | Samuel Umtiti     |     |
| 21         | Defensa        | Lucas Hernández   |     |
| 6          | Centrocampista | Paul Pogba        |     |
| 7          | Centrocampista | Antoine Griezmann | 83' |
| 10         | Centrocampista | Kylian Mbappé     | 89' |
| 13         | Centrocampista | N'Golo Kanté      |     |
| 14         | Centrocampista | Blaise Matuidi    | 75' |
| 9          | Delantero      | Olivier Giroud    |     |
| Entrenador | Entrenador     | Didier Deschamps  |     |

| 12         | Guardameta     | Franco Armani      |     |
| 2          | Defensa        | Gabriel Mercado    |     |
| 3          | Defensa        | Nicolás Tagliafico |     |
| 16         | Defensa        | Marcos Rojo        | 46' |
| 17         | Defensa        | Nicolás Otamendi   |     |
| 7          | Centrocampista | Éver Banega        |     |
| 14         | Centrocampista | Javier Mascherano  |     |
| 15         | Centrocampista | Enzo Pérez         | 66' |
| 10         | Delantero      | Lionel Messi       |     |
| 11         | Delantero      | Ángel Di María     |     |
| 22         | Delantero      | Cristian Pavón     | 75' |
| Entrenador | Entrenador     | Jorge Sampaoli     |     |

| 12 | Centrocampista | Corentin Tolisso | 75' |
| 18 | Centrocampista | Nabil Fekir      | 83' |
| 20 | Centrocampista | Florian Thauvin  | 89' |

| 22 | Defensa        | Federico Fazio   | 46' |
| 19 | Delantero      | Sergio Agüero    | 66' |
| 13 | Centrocampista | Maximiliano Meza | 75' |

| Anotado · Penal | 13' | Antoine Griezmann | 1:0 |
| Anotado         | 57' | Benjamin Pavard   | 2:2 |
| Anotado         | 64' | Kylian Mbappé     | 3:2 |
| Anotado         | 68' | Kylian Mbappé     | 4:2 |

| Anotado | 41'   | Ángel Di María  | 1:1 |
| Anotado | 48'   | Gabriel Mercado | 1:2 |
| Anotado | 90+3' | Sergio Agüero   | 4:3 |

| Amonestado | 72'   | Blaise Matuidi  |
| Amonestado | 73'   | Benjamin Pavard |
| Amonestado | 90+3' | Olivier Giroud  |

| Amonestado | 11'   | Marcos Rojo        |
| Amonestado | 19'   | Nicolás Tagliafico |
| Amonestado | 43'   | Javier Mascherano  |
| Amonestado | 50'   | Éver Banega        |
| Amonestado | 90+3' | Nicolás Otamendi   |

| Árbitro             | Alireza Faghani       |
| Árbitros asistentes | Reza Sokhandan        |
| Árbitros asistentes | Mohammadreza Mansouri |
| Cuarto árbitro      | Julio Bascuñán        |
| Quinto árbitro      | Christian Schiemann   |
| VAR                 | Massimiliano Irrati   |
| Adicionales VAR     | Paweł Gil             |
| Adicionales VAR     | Carlos Astroza        |
| Adicionales VAR     | Paolo Valeri          |

| 1          | Guardameta     | Hugo Lloris       |     |
| 2          | Defensa        | Benjamin Pavard   |     |
| 4          | Defensa        | Raphaël Varane    |     |
| 5          | Defensa        | Samuel Umtiti     |     |
| 21         | Defensa        | Lucas Hernández   |     |
| 6          | Centrocampista | Paul Pogba        |     |
| 7          | Centrocampista | Antoine Griezmann | 83' |
| 10         | Centrocampista | Kylian Mbappé     | 89' |
| 13         | Centrocampista | N'Golo Kanté      |     |
| 14         | Centrocampista | Blaise Matuidi    | 75' |
| 9          | Delantero      | Olivier Giroud    |     |
| Entrenador | Entrenador     | Didier Deschamps  |     |

| 12         | Guardameta     | Franco Armani      |     |
| 2          | Defensa        | Gabriel Mercado    |     |
| 3          | Defensa        | Nicolás Tagliafico |     |
| 16         | Defensa        | Marcos Rojo        | 46' |
| 17         | Defensa        | Nicolás Otamendi   |     |
| 7          | Centrocampista | Éver Banega        |     |
| 14         | Centrocampista | Javier Mascherano  |     |
| 15         | Centrocampista | Enzo Pérez         | 66' |
| 10         | Delantero      | Lionel Messi       |     |
| 11         | Delantero      | Ángel Di María     |     |
| 22         | Delantero      | Cristian Pavón     | 75' |
| Entrenador | Entrenador     | Jorge Sampaoli     |     |

| 12 | Centrocampista | Corentin Tolisso | 75' |
| 18 | Centrocampista | Nabil Fekir      | 83' |
| 20 | Centrocampista | Florian Thauvin  | 89' |

| 22 | Defensa        | Federico Fazio   | 46' |
| 19 | Delantero      | Sergio Agüero    | 66' |
| 13 | Centrocampista | Maximiliano Meza | 75' |

| Anotado · Penal | 13' | Antoine Griezmann | 1:0 |
| Anotado         | 57' | Benjamin Pavard   | 2:2 |
| Anotado         | 64' | Kylian Mbappé     | 3:2 |
| Anotado         | 68' | Kylian Mbappé     | 4:2 |

| Anotado | 41'   | Ángel Di María  | 1:1 |
| Anotado | 48'   | Gabriel Mercado | 1:2 |
| Anotado | 90+3' | Sergio Agüero   | 4:3 |

| Amonestado | 72'   | Blaise Matuidi  |
| Amonestado | 73'   | Benjamin Pavard |
| Amonestado | 90+3' | Olivier Giroud  |

| Amonestado | 11'   | Marcos Rojo        |
| Amonestado | 19'   | Nicolás Tagliafico |
| Amonestado | 43'   | Javier Mascherano  |
| Amonestado | 50'   | Éver Banega        |
| Amonestado | 90+3' | Nicolás Otamendi   |

| Árbitro             | Alireza Faghani       |
| Árbitros asistentes | Reza Sokhandan        |
| Árbitros asistentes | Mohammadreza Mansouri |
| Cuarto árbitro      | Julio Bascuñán        |
| Quinto árbitro      | Christian Schiemann   |
| VAR                 | Massimiliano Irrati   |
| Adicionales VAR     | Paweł Gil             |
| Adicionales VAR     | Carlos Astroza        |
| Adicionales VAR     | Paolo Valeri          |

| Estadísticas      | Bandera de Francia | Bandera de Argentina |
| Tiros             | 9                  | 10                   |
| Tiros a puerta    | 4                  | 4                    |
| Faltas            | 21                 | 15                   |
| Saques de esquina | 0                  | 4                    |
| Penaltis          | 1 (1)              | 0                    |
| Fueras de juego   | 0                  | 1                    |
| Posesión de balón | 39%                | 61%                  |

## Estadísticas

### Goleadores
| #     | Jugador         | Anotado | PJ | Prom. | Jugada | Cabeza | Tiro libre | Penal |
| ----- | --------------- | ------- | -- | ----- | ------ | ------ | ---------- | ----- |
| 1     | Sergio Agüero   | 2       | 4  | 0.5   | 1      | 1      | 0          | 0     |
| 2     | Ángel Di María  | 1       | 3  | 0.33  | 1      | 0      | 0          | 0     |
|       | Gabriel Mercado | 1       | 3  | 0.33  | 1      | 0      | 0          | 0     |
|       | Marcos Rojo     | 1       | 3  | 0.33  | 1      | 0      | 0          | 0     |
|       | Lionel Messi    | 1       | 4  | 0.25  | 1      | 0      | 0          | 0     |
| Total | Total           | 6       | 4  | 1.5   | 5      | 1      | 0          | 0     |

### Asistencias
| #     | Jugador         | Asistencia | Jugada | Cabeza | Tiro libre | Saque de esquina |
| ----- | --------------- | ---------- | ------ | ------ | ---------- | ---------------- |
| 1     | Éver Banega     | 2          | 2      | 0      | 0          | 0                |
|       | Lionel Messi    | 2          | 2      | 0      | 0          | 0                |
| 2     | Gabriel Mercado | 1          | 1      | 0      | 0          | 0                |
| Total | Total           | 5          | 5      | 0      | 0          | 0                |

### Mejores goles
| #    | Jugador                | Rival     | Minuto | Resultado parcial | Resultado final |
| ---- | ---------------------- | --------- | ------ | ----------------- | --------------- |
| 1.°  | Benjamin Pavard        | Argentina | 57'    | 2:2               | 4:3             |
| 2.°  | Juan Fernando Quintero | Japón     | 39'    | 1:1               | 1:2             |
| 3.°  | Luka Modrić            | Argentina | 80'    | 2:0               | 3:0             |
| 4.°  | Cristiano Ronaldo      | España    | 88'    | 3:3               | 3:3             |
| 5.°  | Lionel Messi           | Nigeria   | 14'    | 1:0               | 2:1             |
| 6.°  | Denís Chéryshev        | Croacia   | 31'    | 1:0               | 2:2 (3:4 p.)    |
| 7.°  | Nacer Chadli           | Japón     | 90+4'  | 3:2               | 3:2             |
| 8.°  | Ahmed Musa             | Islandia  | 75'    | 2:0               | 2:0             |
| 9.°  | Ricardo Quaresma       | Irán      | 45'    | 1:0               | 1:1             |
| 10.° | Toni Kroos             | Suecia    | 90+5'  | 2:1               | 2:1             |